# Endrunde der Deutschen Mannschaftsmeisterschaft im Schach 1948
Die Endrunde der Deutschen Mannschaftsmeisterschaft im Schach 1948 fanden vom 26. bis 30. Oktober in Sarstedt statt.
Es kämpften der Bielefelder Schachklub, Darmstadt-Eberstadt, die Essener SG 1904, SV Hamburg-Altona 1912 und die Freie Schachvereinigung Hannover um die Deutsche Mannschaftsmeisterschaft 1948. Das geplante Erscheinen je einer Berliner, Leipziger und Augsburger Mannschaft scheiterte aus unterschiedlichen Gründen.

## Kreuztabelle der Mannschaften (Rangliste)
|   | Verein    | 1   | 2   | 3   | 4   | 5   | Punkte |
| - | --------- | --- | --- | --- | --- | --- | ------ |
| 1 | Essen     |     | 3,5 | 5,5 | 7,5 | 8,0 | 24,5   |
| 2 | Bielefeld | 4,5 |     | 3,5 | 5,5 | 6,0 | 19,5   |
| 3 | Darmstadt | 2,5 | 4,5 |     | 3,5 | 6,5 | 17,0   |
| 4 | Hannover  | 0,5 | 2,5 | 4,5 |     | 6,0 | 13,5   |
| 5 | Hamburg   | 0,0 | 2,0 | 1,5 | 2,0 |     | 5,5    |

## Die Meistermannschaft
| 1.            | Essener Schachgesellschaft 1904                                                                                 |
| Schachfiguren | Wilhelm Rautenberg, Wilfried Lange, Alfred Brinckmann, Herrmann, Wilhelm Elm, Lahm, Friedrich Surmann, Gerhardt |